# Caprimulgus andamanicus
El chotacabras de Andamán (Caprimulgus andamanicus) es una especie de ave caprimulgiforme de la familia Caprimulgidae endémica de las islas Andamán. Anteriormente se consideraba una subespecie del chotacabras de cola larga, sin embargo sus cantos y morfología son distintos. Su llamada es un tyuk, al que le falta el tremolo que sigue en el caso del chotacabras de cola larga, y repetida más rápidamente.

## Distribución y hábitat
Esta especie se encuentra en la mayoría de las islas principales del archipiélago de Andamán, aunque los cantos indican que también se encuentra en Narcondam. Es común en los bosques tropicales isleños y también se encuentra en los campos abiertos con árboles diseminados. 